# Вернер Вендт
Вернер Вендт (нім. Werner Wendt; 6 лютого 1916, Штернберг — 1 квітня 1988) — німецький офіцер-підводник, оберлейтенант-цур-зее резерву крігсмаріне.

## Біографія
1 жовтня 1938 року вступив в крігсмаріне, до грудня 1940 року проходив навчання. В січні-серпні 1941 року пройшов курс офіцера-підводника. З серпня 1941 по травень 1943 року — вахтовий офіцер 6-ї флотилії підводних човнів, пройшов курс командира підводного човна при 24-й флотилії. В травні 1943 року направлений на щойно спущений на воду підводний човен U-765 для ознайомлення з його будовою, а 19 червня був призначений його командиром. 3 квітня 1944 року вийшов у свій перший і останній похід.
6 травня 1944 року U-765 був потоплений  у Північній Атлантиці західніше Ірландії (52°30′ пн. ш. 28°28′ зх. д.) глибинними бомбами торпедоносця «Свордфіша» з британського ескортного авіаносця «Віндекс» та британських фрегатів «Бікертон», «Блай» та «Ойлмер». 37 членів екіпажу загинули, 11 (включаючи Вендта) були врятовані і потрапили в полон.

## Звання
- Кандидат в офіцер (1 жовтня 1938)
- Морський кадет (1 липня 1939)
- Фенріх-цур-зее (1 грудня 1939)
- Оберфенріх-цур-зее (1 серпня 1940)
- Лейтенант-цур-зее (1 квітня 1941)
- Оберлейтенант-цур-зее резерву (1 квітня 1943)

## Нагороди
- Нагрудний знак мінних тральщиків
- Нагрудний знак підводника
- Залізний хрест 2-го і 1-го класу

## Оцінка сучасників
Командир фрегата «Бікертон», на борту якого Вендт пробув тиждень, капітан Дональд Макінтайр назвав його «зарозумілим і чванливим хвальком» та «самовпевненим віслюком», спілкування з яким викликає лише неприязнь, а також відзначив, що вцілілі члени екіпажу U-765 відчувають до Вендта таку ж неприязнь.